# Kurländer Palais

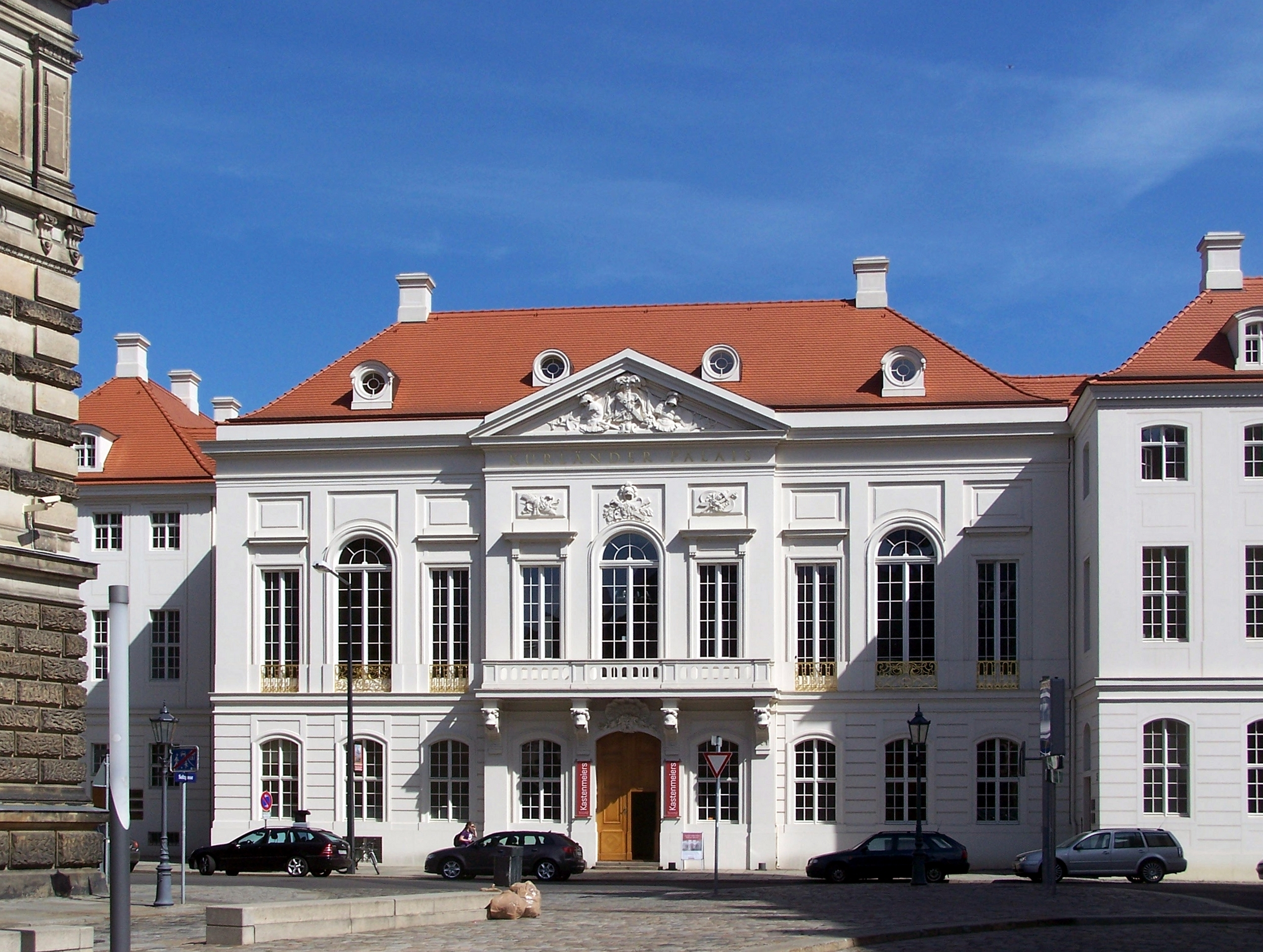
Kurländer Palais ricostruito

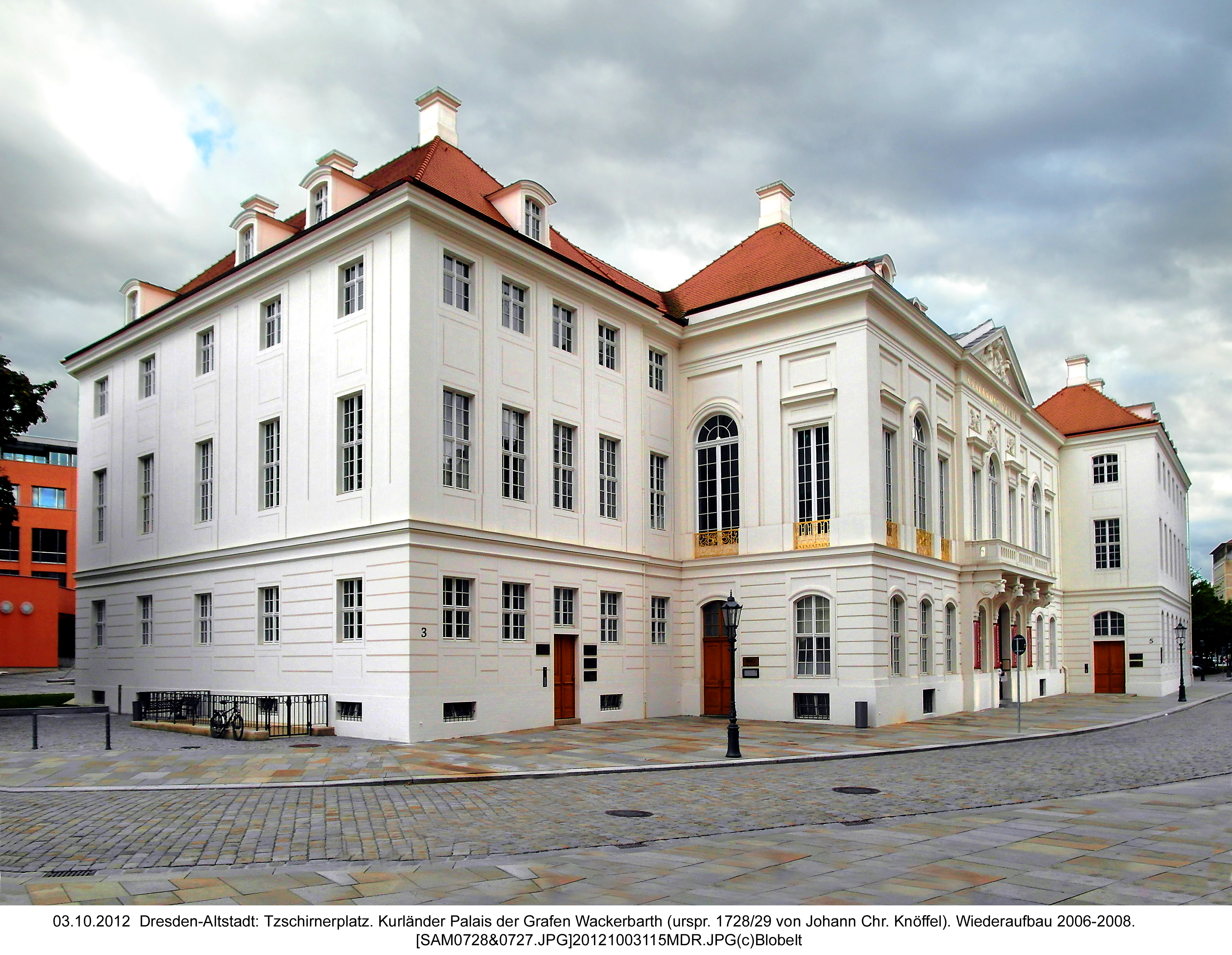
La caratteristica forma a "zigzag" che segue l'andamento della strada

Il Kurländer Palais, precedentemente noto anche come Kurländisches Palais, è un edificio storico di Dresda. Fu costruito nel 1728/1729 da Johann Christoph Knöffel per il conte August Christoph von Wackerbarth nello stile del barocco di Dresda ed è considerato il primo edificio rococò a Dresda. Pressoché distrutto nella seconda guerra mondiale, è rimasto a lungo l'ultimo rudere bellico del centro storico; dal 2006 al 2008 è stato ricostruito.

## Posizione

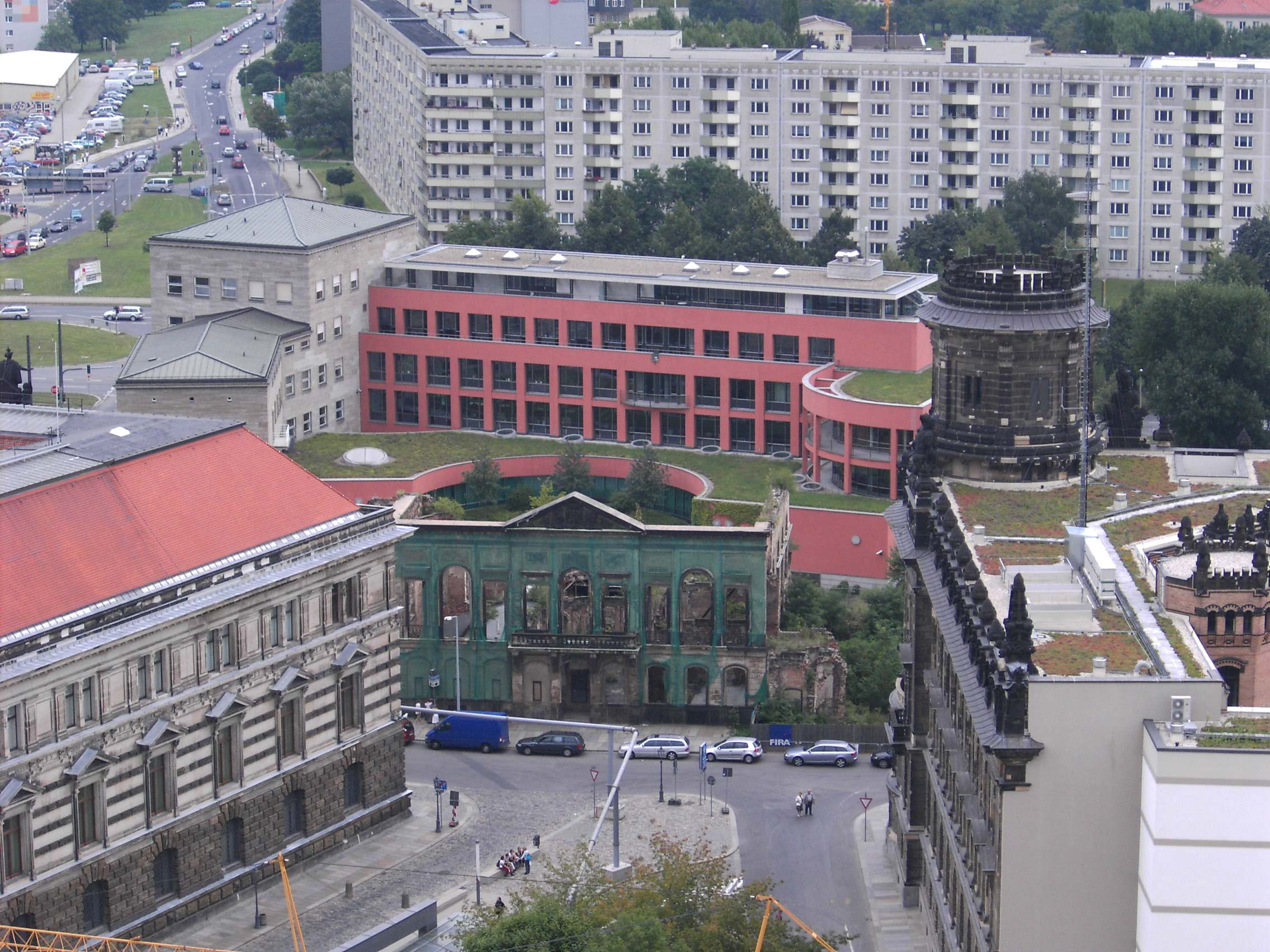
Rovine del palazzo. Al centro dell'immagine, dietro la filiale della Bundesbank, a destra il quartier generale della polizia, a sinistra l'Albertinum

Il palazzo si trova all'estremità orientale del centro storico interno, tra la testa di ponte meridionale del Carolabrücke e il Neumarkt, in Tzschirnerplatz 3–5. Questa piazza prende il nome da Samuel Erdmann Tzschirner ed era chiamata Zeughausplatz fino al 1946, perché era adiacente all'ex armeria di Dresda, che fu sostituita dall'Albertinum.
Il Kurländer Palais si trova alla fine di una linea che parte dallo Johanneum nel Jüdenhof, che si estende sul Neumarkt e attraverso la Rampische Strasse giunge fino all'ala principale dell'edificio.
Gli edifici circostanti sono il quartier generale della polizia a sud-ovest, l'Albertinum a nord-est, la sala parrocchiale della Chiesa riformata a nord e la sinagoga a nord-est. La filiale della Dresdner Bundesbank, chiusa nella primavera del 2015, si trovava direttamente a est del Kurländer Palais. A sud c'è un parcheggio, sul lato opposto del quale si trova un padiglione informativo della Gesellschaft Historischer Neumarkt Dresden.
Nelle vicinanze si trovano anche la Frauenkirche, il bastione inaugurale Brühlsche Terrasse e la Landahus con il museo cittadino.

## Costruzione

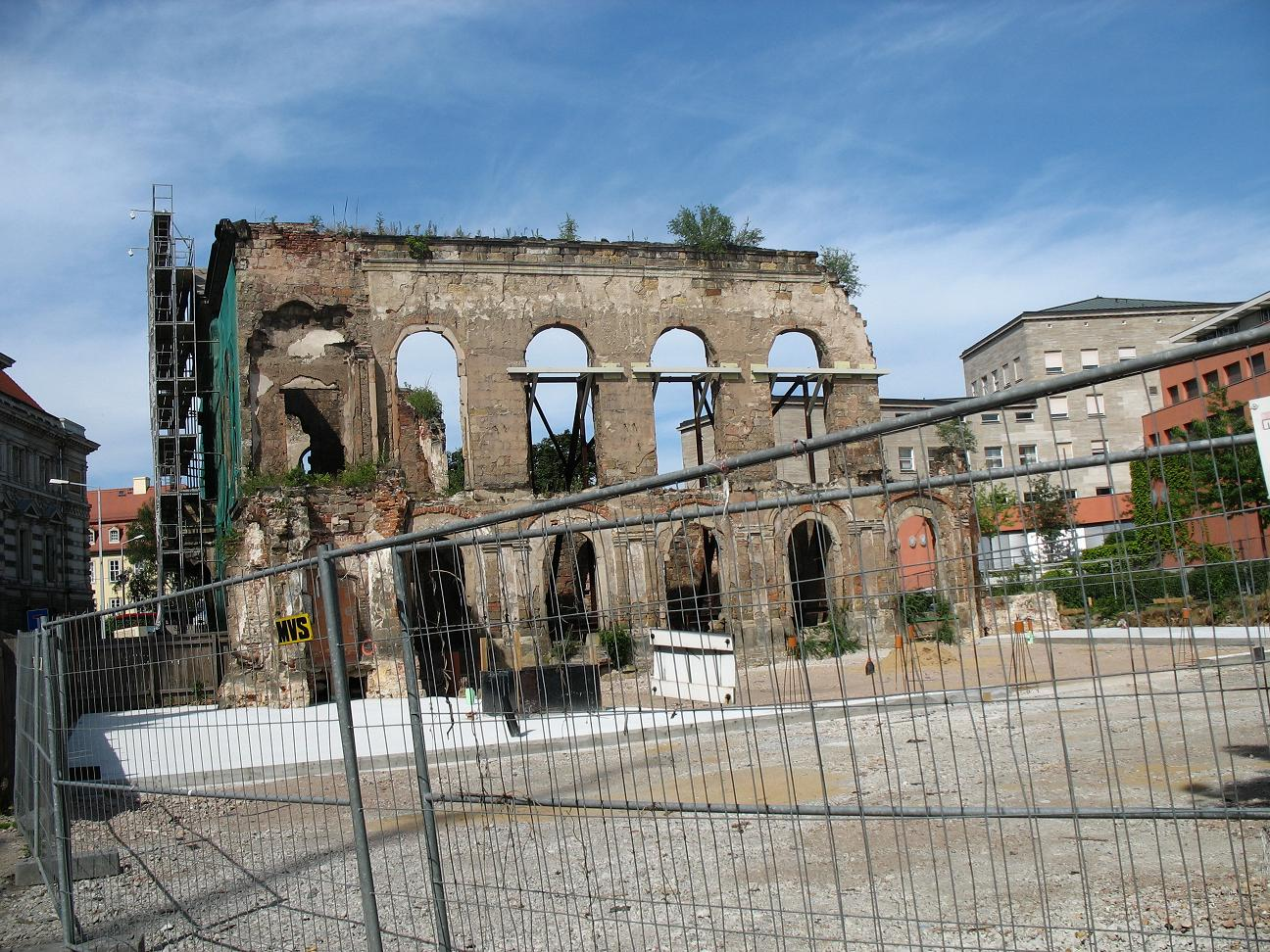
Le rovine del palazzo da sud. In primo piano l'ala sud adiacente al cortile del giardino

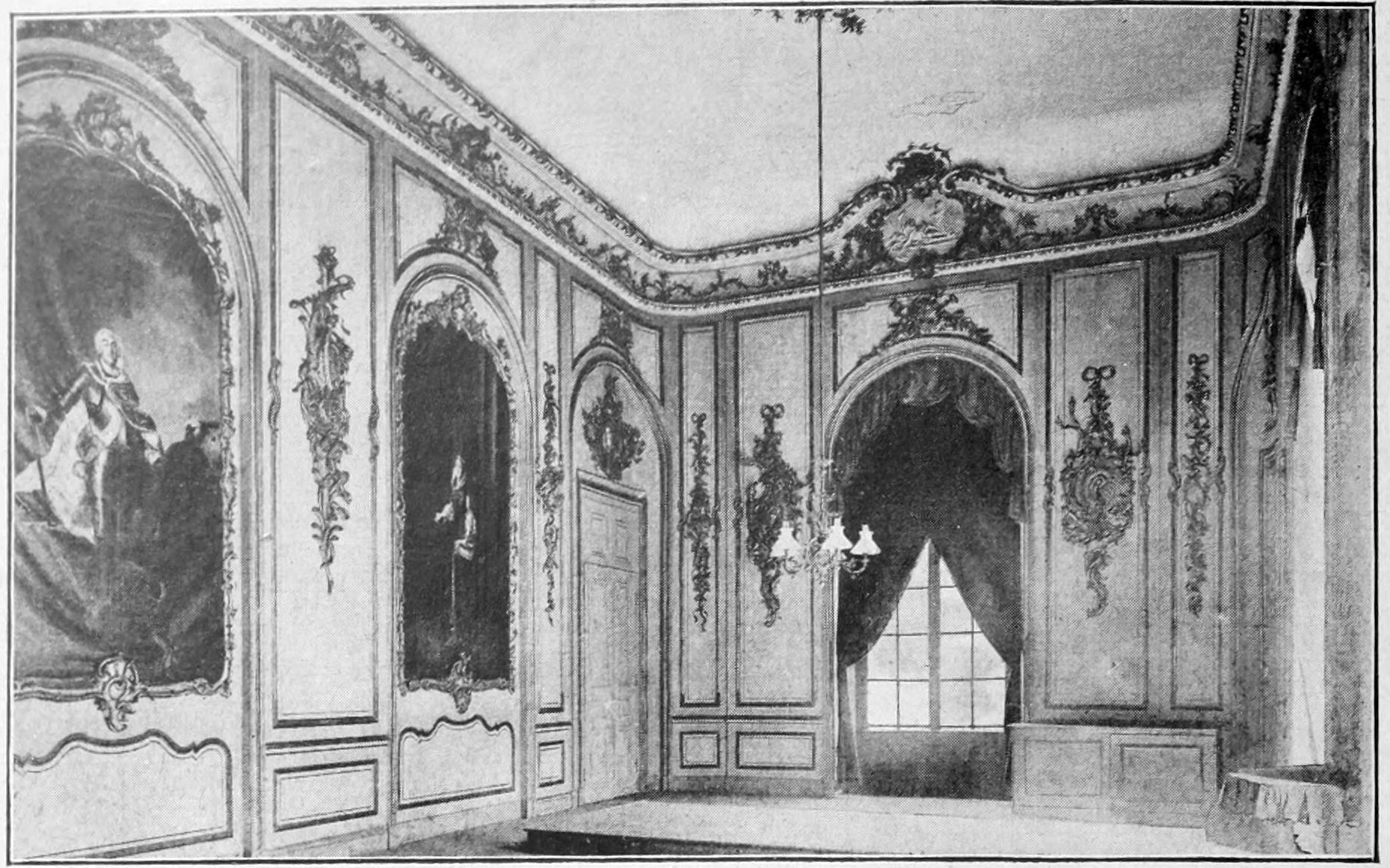
Sala da ballo storica

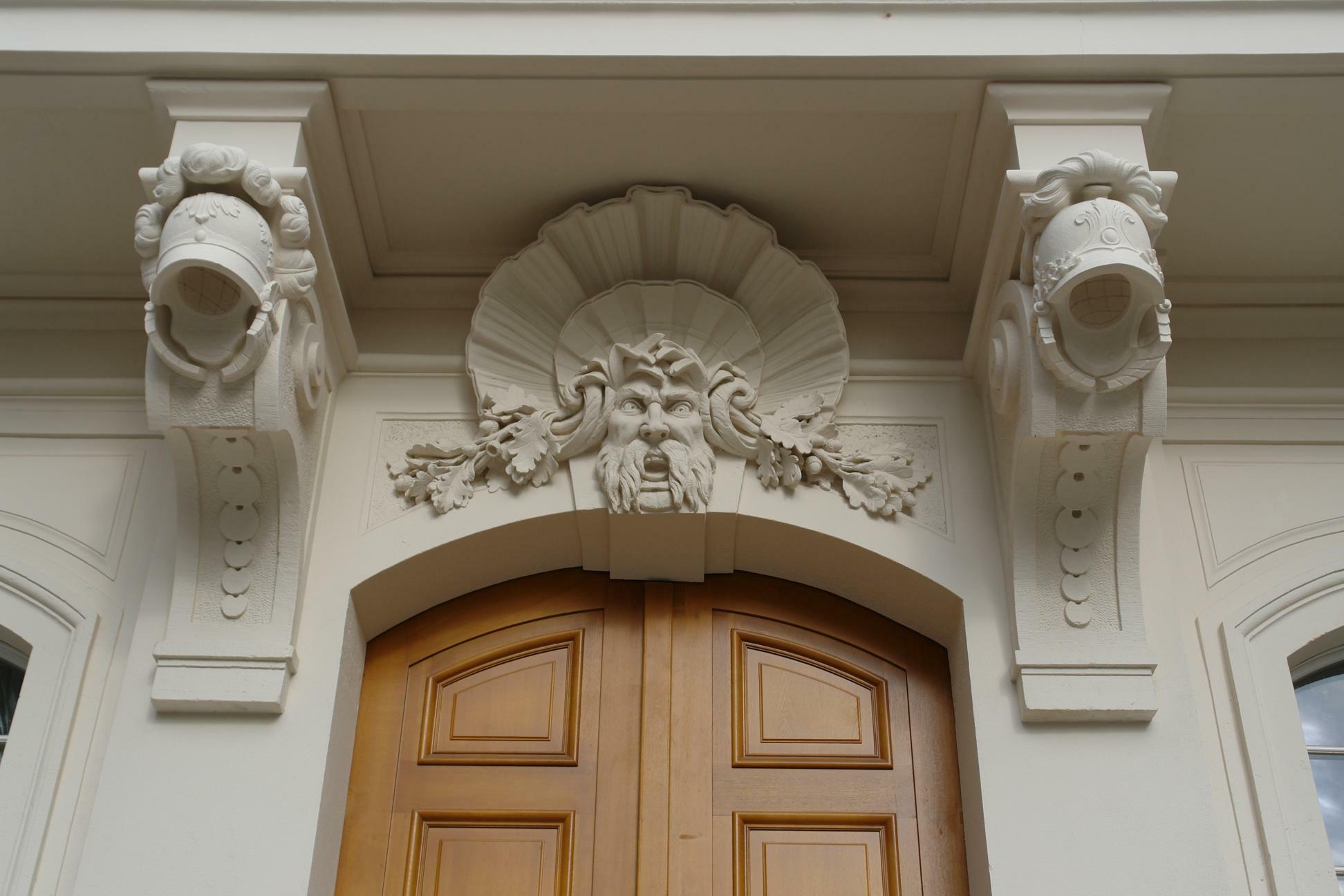
Particolare dell'ingresso

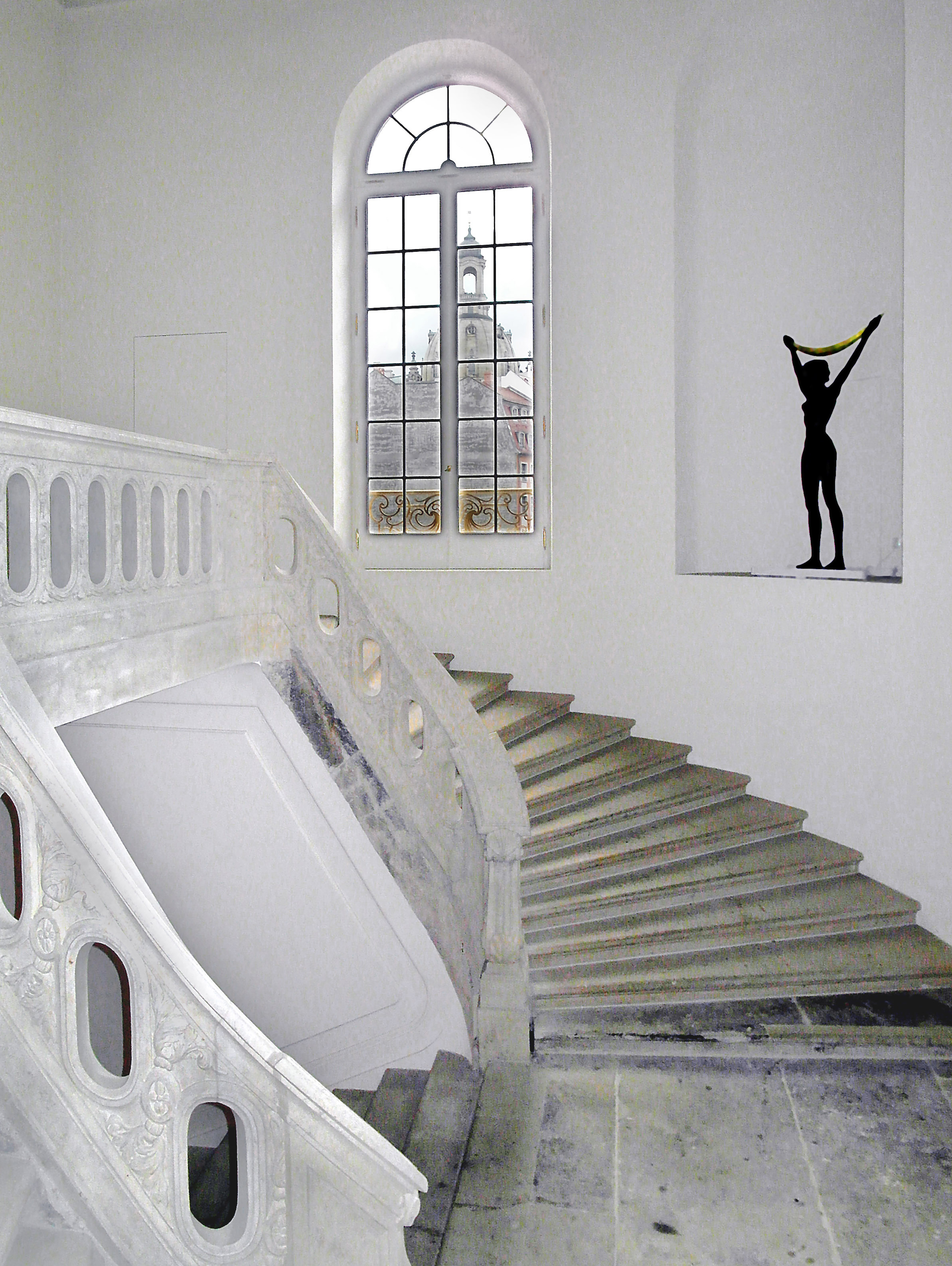
La scala di Krubsacius del 1764

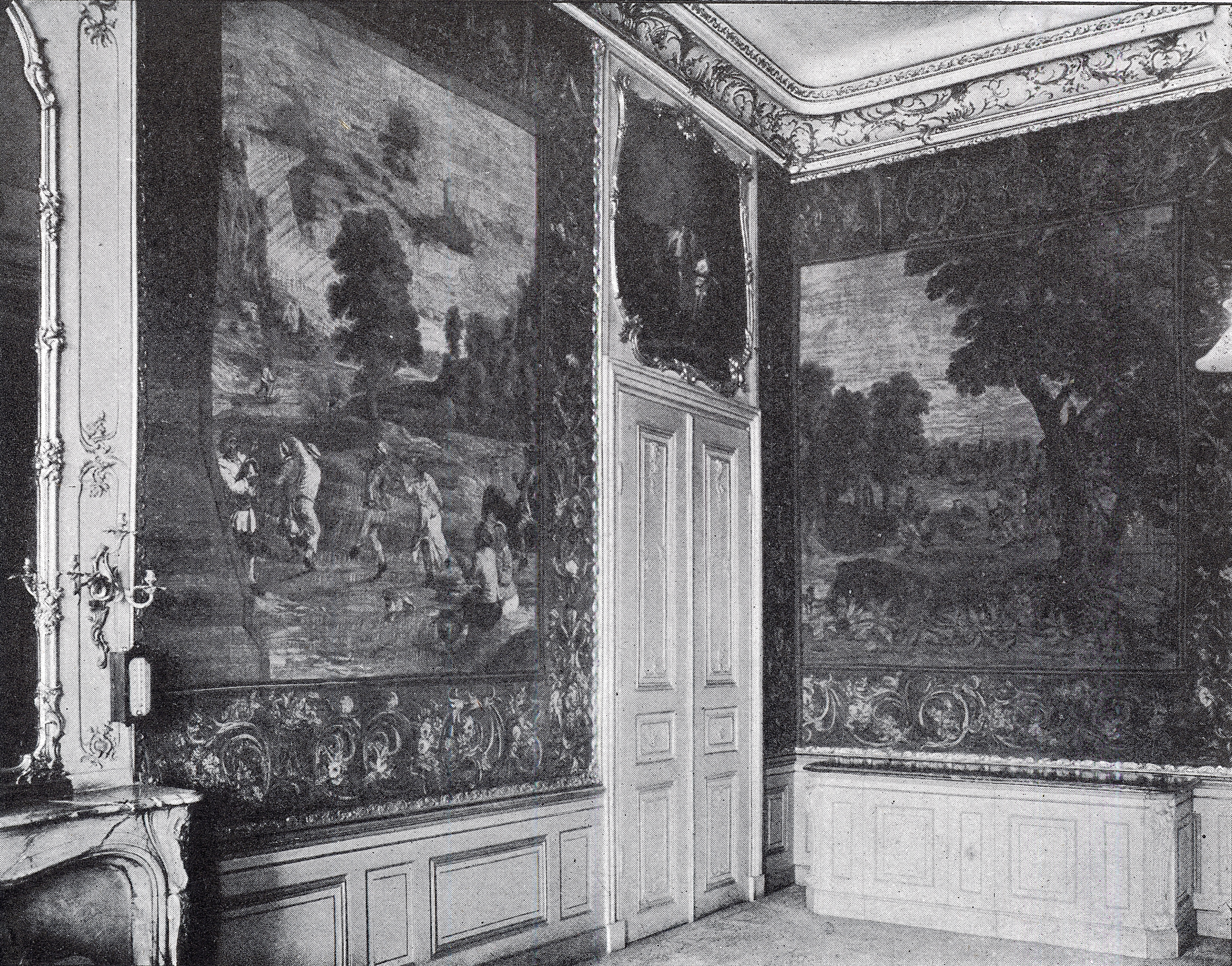
Kurländer Palais, sala degli arazzi, prima del 1900

Il Kurländer Palais è un edificio in uno stile relativamente sobrio, razionale-elegante che sembra essere influenzato dal barocco classicista francese. Secondo Walter Hentschel, può essere considerato il primo edificio rococò a Dresda, poiché l'irregolarità della pianta è stata utilizzata anche all'interno, così che è stato creato un nuovo tipo di disposizione spaziale asimmetrica, in cui è stato tralasciato il carattere puramente rappresentativo a favore del comfort. Johann Christoph Knöffel aveva creato la sua opera più importante nel linguaggio formale di Longuelune.  La parte centrale dell'edificio a due piani è sostenuta da due ali laterali a tre piani ma ugualmente alte. A causa del fatto che al momento della costruzione del palazzo, il muro della fortezza di Dresda si trovava direttamente ad est della proprietà, l'ala laterale settentrionale è leggermente arretrata. L'altra, invece, sporge ulteriormente in avanti verso Schießgasse e, insieme ad un altro prolungamento, racchiude un cortile con giardino. A causa di queste condizioni complicate, il giardino si trova a sud del Kurländer Palais invece che dietro di esso.
É caratteristico dell'edificio un disegno chiaro e nobile della facciata, con ornamenti sobri. La facciata principale, suddivisa in un avancorpo centrale a tre bracci e due parti incassate, ciascuna con sezioni a tre rami - il fronte strada ha nove assi delle finestre - è molto uniforme e rappresentativo del complesso. Le finestre del primo piano con bugnato intonacato sono chiuse superiormente con archi a sesto ribassato. Il piano superiore è strutturato da lesene e presenta anche nove finestre sulla strada, che però sono state abbassate fino al pavimento e quindi dotate di grate in ferro battuto. Sei di queste finestre sono rettangolari, mentre le tre centrali hanno archi a tutto sesto. Troneggia sull'edificio un tetto a padiglione con abbaini e mansarde. 
Il corpo centrale è dotato di balcone frontale poggiante su mensole di sostegno con cresta, provvisto di parapetto in arenaria ed è coronato da un timpano triangolare. Questo e gli specchi direttamente sotto di esso sono decorati con gioielli da trofeo. Le due ali laterali sono state progettate con molta più parsimonia in modo da dare quasi l'impressione di non appartenere al complesso. Il cortile interno ha portici ad archi aperti al piano terra. Le forme rinascimentali della sala ad arco risalgono probabilmente all'edificio precedente. Oltre a un seminterrato, il Kurländer Palais è dotato anche di cantine storiche.
L'interno dell'edificio sembra molto elegante. È sviluppato attraverso una scala laterale che parte dal vestibolo, decorato in stile rococò, e prosegue verso l'alto con una parete posteriore arrotondata a forma di ferro di cavallo. All'interno si trovano ampi saloni, particolarmente suggestivi al piano superiore per l'altezza dei locali. L'ampio salone da ballo ivi situato, che si apre sulla corte giardino con balcone, occupa la stessa superficie di tre saloni posti al piano terra. Molte stanze erano riccamente decorate e alcune erano dotate di stucchi dorati, arazzi di Gobelins, lampadari e camini. Alle stanze sul lato est si accede attraverso una serie di porte comunicanti. Questo è il più antico esempio a Dresda di questa struttura spaziale originaria della Francia, nota come enfilade.

## Storia

### Predecedente e nuova costruzione

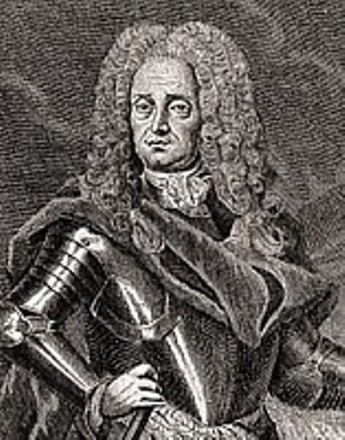
Conte August Christoph von Wackerbarth (1662-1734)

Già nel 1575 fu costruito un edificio a un piano sul sito del successivo Kurländer Palais. Questo fu ampliato nel 1705 e accanto ad esso fu realizzato un giardino di delizie. Dal 1718 l'edificio divenne la residenza ufficiale del conte August Christoph von Wackerbarth, allora governatore della fortezza di Dresda e ispettore capo dell'industria edile sassone. Il 17 e il 18 gennaio 1728 fu distrutto da un incendio, e il re prussiano Federico Guglielmo I, che in quel momento era in visita a Dresda con suo figlio Federico, che si trovava altrove, riuscì appena a mettersi in salvo. Poiché tutti i beni di Wackerbarth, compresa la sua collezione d'arte e la biblioteca, erano andati perduti, Augusto il Forte gli donò la proprietà in rovina. Il re gli diede anche la residenza di caccia rinascimentale di Zabeltitz, compreso il maniero, che Wackerbarth aveva allo stesso tempo ampliato con un giardino e un palazzo barocco.
Il direttore generale dei lavori, Wackerbarth, commissionò all'architetto Johann Christoph Knöffel, che era stato scoperto da lui e promosso in una fase iniziale e che in seguito progettò le architetture di Dresda della metà del XVIII secolo ed oggi è considerato il più importante architetto rococò sassone. Il 30  novembre 1729, il conte von Wackerbarth poté trasferirsi nel nuovo palazzo. La Sociéte des antisobres (Società degli oppositori della sobrietà) fondata da Augusto il Forte, controparte sassone del "collegio del tabacco" alla corte di Prussia, tenne le sue riunioni, in questo periodo, in un seminterrato appositamente attrezzato sul lato sud. Il Kurländer Palais era quindi un centro della cultura di corte in quel momento. Dopo la morte di August Christoph von Wackerbarth, il suo figliastro, conte Joseph Anton Gabaleon von Wackerbarth-Salmour, ereditò l'edificio nel 1734. Alcuni anni dopo, il conte Friedrich August Rutowski, che qui fondò la prima loggia massonica di Dresda, divenne il nuovo proprietario.

### Uso da parte degli Albertini

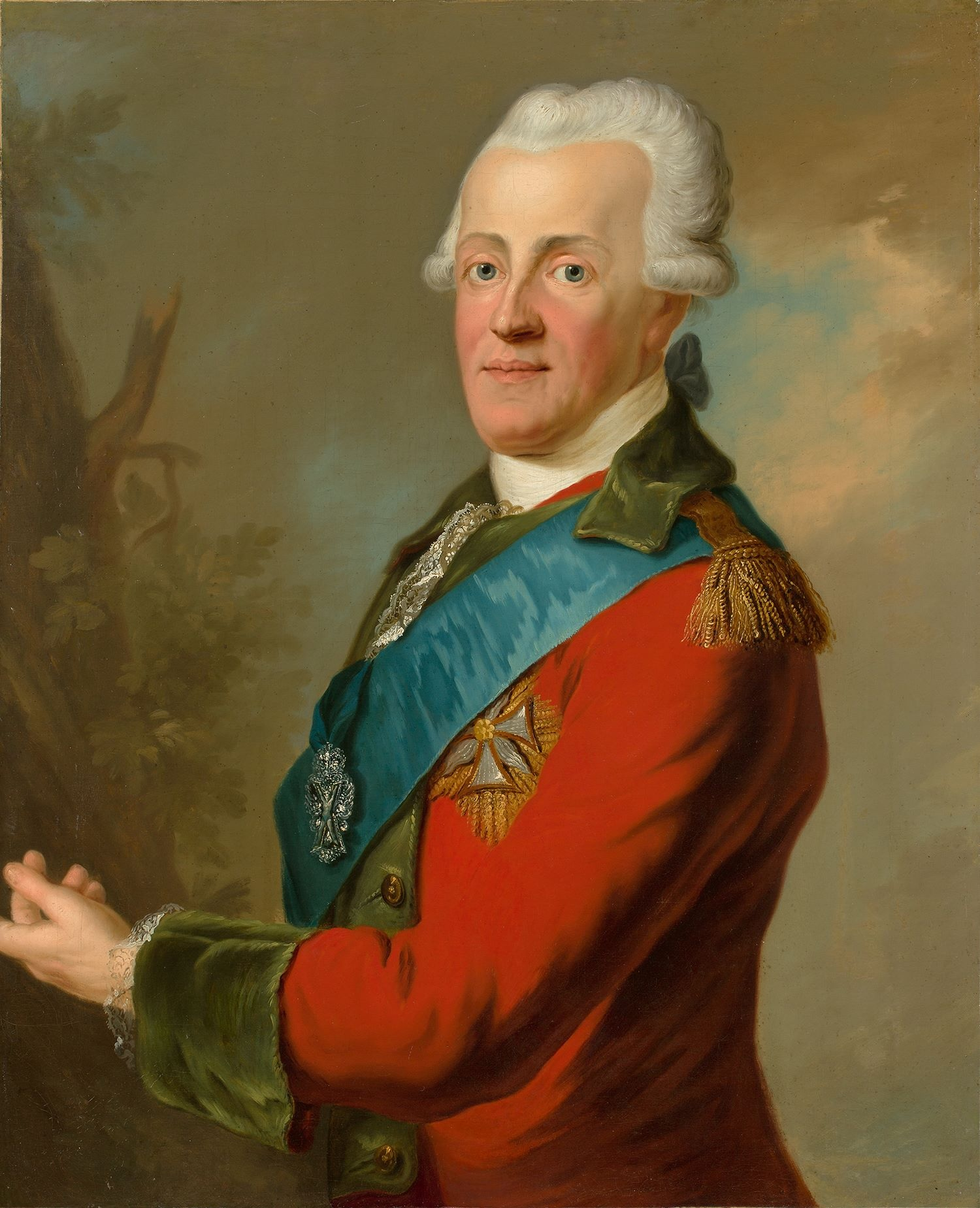
Carlo di Sassonia, duca di Curlandia

Solo due anni dopo, Johann Georg, lo Chevalier de Saxe, acquistò il palazzo. Dopo i bombardamenti della Prussia durante la Guerra dei sette anni, nel 1760, dovette farlo restaurare nel 1763/1764 da Friedrich August Krubsacius, allievo di Knöffel. Krubsacius apportò solo lievi modifiche all'interno. La sua nuova installazione della scala laterale nord-occidentale con le sue colonne sottili alte cinque metri che immettono in una volta a crociera è considerata unica.
Dopo un altro passaggio di proprietà nel 1773, l'edificio prese il nome attuale. Il nuovo proprietario era il principe Carlo di Sassonia, l'ex duca di Curlandia. L'interno del Kurländer Palais fu ricostruito di nuovo nel 1774 e da allora in poi fu il palazzo più bello ed elegante di Dresda. Nel 1797 la figlia del duca di Curlandia, Maria Cristina di Sassonia, vendette il palazzo allo stato per 40.000 talleri prima di morire. Un anno dopo, l'elettore Federico Augusto  acquisì l'edificio. 
Da allora, il Kurländer Palais è stato  particolarmente connesso con gli Albertini del XVIII secolo. Le cantine della Sociéte des antisobres augustea furono utilizzate dalla famiglia reale come deposito di vini e liquori fino al 1886.

### Uso medico
Dopo che il Kurländer Palais era servito come ospedale, dal 1813, principalmente per i soldati feriti nella battaglia di Dresda, fu ricostruito. L'architetto Christian Friedrich Schuricht (1753–1832) si assicurò che l'Accademia di chirurgia e medicina di Dresda e l'annesso istituto di ostetricia potessero utilizzare l'edificio. Vennero trasferiti nel Kurländer Palais il 3 agosto 1814 e utilizzarono anche la vicina Oberzeugmeisterhaus. In queste stanze, tra le altre cose, Karl May, che era diventato temporaneamente cieco e aveva allora quattro anni, fu guarito nel 1845. L'Accademia chirurgica e medica utilizzò l'edificio fino al 1864. Fino al 1827, il professore di ostetricia Carl Gustav Carus fu il suo direttore. Tra il 1865 e il 1912 il palazzo fu sede del consiglio medico statale reale, che fungeva da massima autorità medica in Sassonia, poi dell'ufficio sanitario statale e dell'associazione delle antichità sassone. Anche la Saxon Homeland Security Association ha utilizzato le stanze dal 1924 al 1945. Nel seminterrato c'era anche una cantina usata da un commerciante di vini.
Quando le fortificazioni della città furono smantellate, furono creati ampi spazi aperti a est del Kurländer Palais, nei quali fu allestito il primo giardino botanico di Dresda nel 1820 da Heinrich Gottlieb Ludwig Reichenbach, il giardiniere di corte di Pillnitz, assieme a Carl Adolph Terscheck e suo fratello Johann Gottfried Terscheck. Dopo la morte di Reichenbach, nel 1879, Oscar Drude, professore all'Istituto botanico del Politecnico, assunse la direzione del giardino botanico.

### Uso del dopoguerra

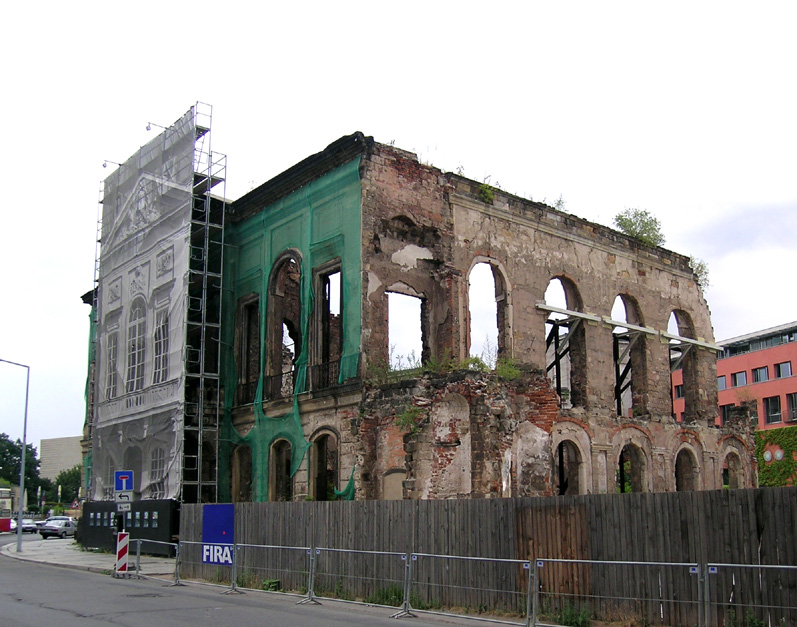
Rovine del palazzo in un'immagine con impalcatura

Nel corso delle incursioni aeree su Dresda, il 13 e il 14 febbraio 1945, durante le quali nell'edificio venne ucciso anche il burattinaio Oswald Hempel, il Kurländer Palais bruciò completamente e crollò per la maggior parte. Fu solo con grande sforzo che i conservazionisti della RDT riuscirono a salvare le rovine dalla completa demolizione. Alcuni dei resti delle ali dell'edificio e delle pareti interne, che rischiavano di crollare, furono fatti saltare in aria nel 1958. Ma anche il resto delle rovine della facciata era impressionante. Dell'originale, a parte alcune porzioni della facciata, si sono conservate solo le volte della cantina, che fino al 1974 furono utilizzate come enoteca. Vennero ampliate, tra il 1980 e il 1981, dal Jazz Interest Group e utilizzate, tra il maggio 1981 e l'aprile 1997, dal Tonne Jazz Club, che poi si trasferì al Waldschlösschenviertel. Dopo che l'ala est del Castello fu ricostruita, il Kurländer Palais era l'unica rovina di guerra rimasta nella città vecchia.

### Ricostruzione

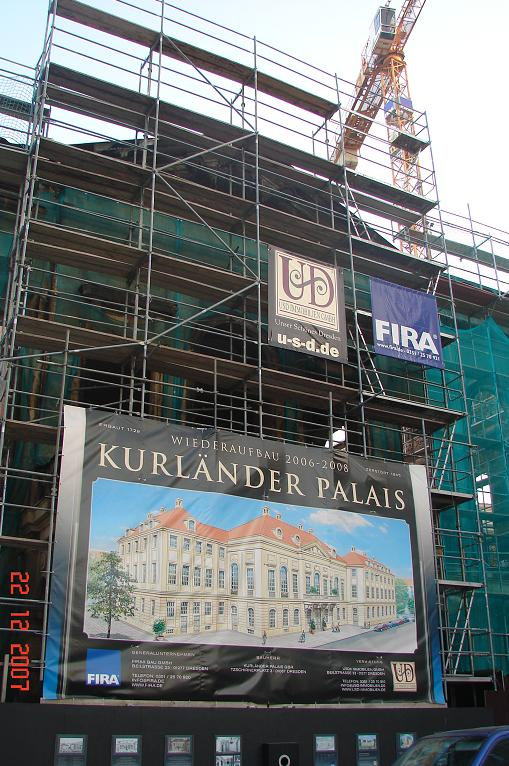
Veduta della parte centrale dell'edificio, in fase di ristrutturazione

La ricostruzione dell'edificio era prevista sin dal 1992, ma a causa di frequenti passaggi di proprietà, costi elevati e inspiegabili usi, venne sempre più rinviata. Nel 2000, il Kurländer Palais è stato trasferito allo Stato Libero di Sassonia, attuale proprietario, per 1,65 milioni di marchi. Dopo l'alluvione dell'agosto 2002, il seminterrato alto 2,90 metri, fu allagato e parti delle fondamenta furono spazzate via. Due anni dopo ci fu un permesso per ricostruirlo come un grand hotel e un impegno vincolante da parte di una catena alberghiera, ma la costruzione non ebbe inizio.
Nel 2005 sono stati compiuti progressi nella pianificazione, che nel complesso si è rivelata piuttosto difficile. Poiché la maggior parte delle strutture costruite da Knöffel erano state demolite nel 1900, mancavano strutture comparabili. Solo un palazzo a Zabeltitz avrebbe potuto fornire importanti informazioni sulla costruzione. Dall'aprile 2006 il Kurländer Palais, comprese le sue strutture interne ed esterne, è stato ricostruito.
I requisiti di conservazione del monumento sono stati particolarmente presi in considerazione. Per prima cosa è stata assicurata la struttura dell'attuale rovina barocca. Durante le indagini archeologiche, nel cortile del giardino sono stati scavati numerosi resti della vecchia tecnologia di irrigazione, ad esempio pozzi, piscine e corsi d'acqua sotterranei. Inoltre, sono stati trovati tre recipienti con i resti degli ex lampadari, che dovrebbero contribuire alla loro ricostruzione. Sono stati conservati anche resti della pittura della facciata. Il Kurländer Palais è stato ricostruito utilizzando le rovine esistenti, in gran parte in una costruzione moderna con soffitti in cemento e mattoni. La sfida principale era collegare le parti storiche conservate con quelle nuove. Anche alcune parti dell'edificio sono state ricostruite in modo tradizionale, ad esempio le volte a crociera e gli archi delle finestre. Gli interni sono stati storicamente restaurati solo in misura limitata, sebbene l'Ufficio per la protezione dei monumenti abbia in gran parte rimosso e assicurato le decorazioni in stucco in calchi in gesso.
Attualmente, un'agenzia di eventi, affitta la sala da ballo, ed è stato creato un ristorante nelle sale del giardino. Gli altri ambienti del palazzo sono utilizzati da un ristorante di pesce e da varie aziende come uffici.
Il Tonne jazz club è tornato nella sua posizione originale, nella cantina a volta, a partire dal 2015.